# Santillana del Mar

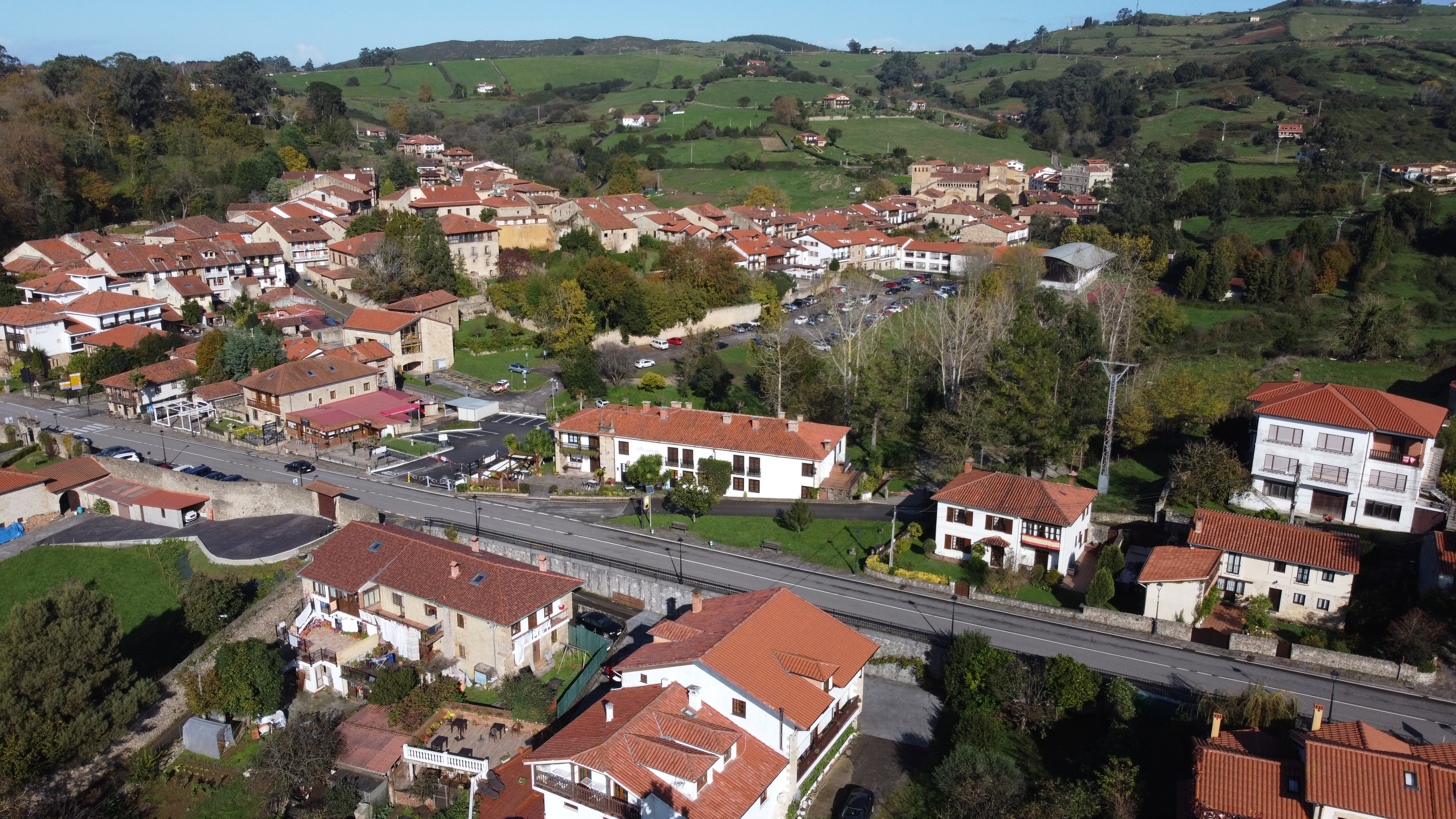
Vy över Santillana del Mar.

Santillana del Mar (spanskt uttal: [santiˈʎana ðel maɾ]) är en småstad och kommun i den autonoma regionen Kantabrien i norra Spanien. Staden ligger cirka 25,5 kilometer sydväst om Santander. Kommunen har 4 211 invånare (2024), på en yta av 28,50 km².
Santillana del Mar ligger vid västra delen av Kantabriens kust, mellan Suances, Torrelavega, Alfoz de Lloredo och Reocín. Samhället är ett av de viktigaste turistmålen i hela regionen med bland annat Altamiragrottan berömd för sina grottmålningar och kollegiet Colegiata de Santillana del Mar från 1100-talet. Samhället ligger 91 meter över havet, i en dalgång omgiven av små kullar.

## Orter
Orter (núcleos) i kommunen Santillana del Mar (inom parentes invånarantal 1 januari 2023):

- Arroyo (41)
- Camplengo (194)
- Herrán (252)
- Mijares (452)
- Queveda (554)
- Santillana del Mar (902)
- Ubiarco (190)
- Vispieres (337)
- Viveda (1 243)
- Yuso (80)

## Kulturarv
Det finns sju kulturarv av särskilt intresse i kommunen:
- Colegiata de Santa Juliana y Claustro (klassat som monument).
- Torre de don Beltrán de la Cueva i Queveda, monument.
- Palacio de Viveda (byggnad i bergen från 1700-talet), monument.
- Palacio de Mijares, monument.
- Altamiragrottan, fornminnesområde, utgör del av världsarvet.
- Staden Santillana del Mar, av historiskt intresse.
- Cartulario o Libro de Regla de la Colegiata de Santa Juliana, bok som härrör från 1200-talet, med senare tillägg. Den mäter 150 x 240 mm och är inbunden i två pärmar av trä täckta med skinn. Boken innehåller 64 blad av pergament med 94 kopior (hela eller fragment) av skrivelser från åren 870–1202. Boken finns i Colegiata de Santa Juliana.

Dessutom finns den medeltida tornbyggnaden Torre medieval de los Calderón de la Barca i Viveda som klassats som skyddsvärt av lokalt intresse.